# Varnița, Arad
Varnița (de unde și numele) este un sat în comuna Șiștarovăț din județul Arad, Banat, România. În prezent este aproape complet depopulat. La recensământul din 2002 s-au înregistrat numai 6 locuitori.